# Liste von Paraphilien
Die Liste von Paraphilien nennt sexuelle Interessen an Objekten, Situationen oder Personen, die atypisch sind. Die American Psychiatric Association unterscheidet in ihrer fünften Auflage des Diagnostic and Statistical Manual of Mental Disorders (DSM-5) zwischen Paraphilien (die als atypische sexuelle Interessen bezeichnet werden) und paraphilen Störungen, welche zusätzlich die Erfahrung von Leiden oder Funktionsstörungen voraussetzen.
Der forensische Mediziner Anil Aggrawal stellte 2008 in seinem Buch über sexuelle Pathologien eine Liste von 547 Begriffen zusammen, die paraphile sexuelle Interessen beschreiben. Er weist jedoch darauf hin, dass nicht alle diese Paraphilien notwendigerweise in klinischen Einrichtungen aufgefallen sind. Dies muss nicht daran liegen, dass sie nicht existieren, sondern weil sie so harmlos sind, dass sie nicht beachtet oder therapiert wurden. Bei Paraphilien können laut Aggrawal sexuelle Erregungen – so wie etwa Allergien – durch alle möglichen Dinge unter der Sonne, einschließlich der Sonne selbst, hervorgerufen werden.
Die meisten Begriffe stammen aus dem 19. und 20. Jahrhundert und sind zumeist aus lateinischen und griechischen Wörtern zusammengesetzt. Einige Paraphilien haben mehr als einen Begriff, um sie zu beschreiben. Einige Begriffe überschneiden sich inhaltlich mit anderen.

## Liste

### A
| Bezeichnung                                     | Fokus des erotischen Interesses                                                                                                  |
| ----------------------------------------------- | --- |
| Abasiophilie                                    | Menschen mit eingeschränkter Beweglichkeit etwa durch Schienen, Gipsverbände oder Rollstuhl.                                     |
| Acrotomophilie                                  | Menschen mit einer oder mehreren Behinderungen, Menschen mit Amputationen.                                                       |
| Agalmatophilie                                  | (nackte) Statuen |
| Algolagnie                                      | Zufügen und Empfangen von Schmerzreizen, insbesondere an erogenen Zonen, zum Beispiel mit Klammern, Wartenbergrad und so weiter. |
| Anasteemaphilie                                 | Sexuelle Anziehung zu signifikant größeren oder kleineren Menschen.                                                              |
| Andromimetophilie                               | Personen, die Transgender sind                                                                                                   |
| Anililagnie                                     | Attraktion jüngerer Männer für ältere Frauen                                                                                     |
| Anthropophagolagnie mit sexuellem Kannibalismus | Vergewaltigen und dann Verspeisen einer anderen Person                                                                           |
| Anthropophagie, Sexueller Kannibalismus         | Verzehren von menschlichem Fleisch                                                                                               |
| Apotemnophilie                                  | Amputation eigener Gliedmaßen |
| Aquaphilie                                      | Posieren oder andere (sexuelle) Aktivitäten im Wasser                                                                            |
| Asphyxiophilie, Atemkontrolle                   | Erstickt oder erwürgt werden |
| Autagonistophilie                               | Auf einer Bühne sein oder mit der Kamera aufgenommen werden                                                                      |
| Autassassinophilie                              | In lebensbedrohlicher Situation sein                                                                                             |
| Autoerotische Asphyxie                          | Selbstverursachte Atemnot bis hin zur Bewusstlosigkeit                                                                           |
| Autogynophilie                                  | Ein Mann, der auf eine transsexuelle Art die weibliche Seite in sich liebt. Ausdruck 1989 von Ray Blanchard geprägt.             |
| Autovampirismus, Autohemophagia                 | Eigenes Blut trinken. Renfield-Syndrom.                                                                                          |
| Autonepiophilie, paraphiler Infantilismus       | Sich kleiden und verhalten wie ein Baby oder kleines Kind, manchmal überschneidend mit Windelfetischismus                        |
| Autopedophilie                                  | Vorstellung des eigenen Ich als Kind.                                                                                            |
| Autoplushophilie                                | Selbstvorstellung als Plüschtier oder als vermenschlichtes Tier.                                                                 |
| Autozoophilie                                   | Selbstvorstellung als Tier oder als vermenschlichtes Tier.                                                                       |

### B
| Bezeichnung               | Fokus des erotischen Interesses                                  |
| ------------------------- | ---------------------------------------------------------------- |
| Biastophilie, Raptophilia | Vergewaltigung, auch einvernehmlich als Vergewaltigungsphantasie |

### C
| Bezeichnung                    | Fokus des erotischen Interesses                                                         |
| ------------------------------ | --------------------------------------------------------------------------------------- |
| Capnolagnia, Rauchfetischismus | Rauchen                                                                                 |
| Chrematistophilie              | Ausgeraubt werden, gespielte Prostitution                                               |
| Chronophilie                   | Partner stark unterschiedlichen Alters                                                  |
| Cardiophilie                   | Entspannung und/oder sexuelle Anziehung durch das Herz oder den Herzschlag des Partners |

### D
| Bezeichnung  | Fokus des erotischen Interesses |
| ------------ | ------------------------------- |
| Dacrophilie  | Tränen, Weinen                  |
| Dendrophilie | Bäume                           |
| Doraphilie   | Felle, Pelze                    |

### E
| Bezeichnung                       | Fokus des erotischen Interesses                                                          |
| --------------------------------- | ---------------------------------------------------------------------------------------- |
| Emetophilie, Vomerophilie         | Erbrechen, Erbrochenes                                                                   |
| Ephebophilie                      | Sexuelle Neigung zu pubertären und postpubertären Jungen                                 |
| Eproktophilie                     | Flatulenzen                                                                              |
| Erotophonophilie, Dacnolagnomania | Mord („Lustmord“) von Fremden oder Bekannten.                                            |
| Exhibitionismus                   | Das Zeigen eigener Genitalien gegenüber anderen, unerwartet und ohne deren Einwilligung  |
| Exkrementophilie                  | Vorliebe für Körperausscheidungen wie Kot, Urin, Speichel, Sperma oder Menstruationsblut |

### F
| Bezeichnung              | Fokus des erotischen Interesses |
| ------------------------ | --- |
| Fat Admiring             | Stark übergewichtige Menschen sexuell anziehend finden, auch Big Beautiful Woman.                                                     |
| Feeding                  | Füttern und Mästen. |
| Formicophilie            | Insekten, die über die Haut krabbeln.                                                                                                 |
| Forniphilie, Lebendmöbel | Das Benutzen von Menschen als Möbelstücke.                                                                                            |
| Frotteurismus            | Das Reiben des (männlichen) Geschlechtsteils an einer Person ohne deren Einwilligung, etwa in Menschenansammlungen wie in der U-Bahn. |

### G
| Bezeichnung                            | Fokus des erotischen Interesses                               |
| -------------------------------------- | ------------------------------------------------------------- |
| Gerontophilie                          | Deutlich ältere Partner                                       |
| Gynandromorphophilie, Gynemimetophilie | Transsexuelle Frauen oder Transgender-Frauen                  |
| Gynophagie                             | Mord an einer Frau und anschließender sexueller Kannibalismus |

### H
| Bezeichnung    | Fokus des erotischen Interesses                                                                               |
| -------------- | --- |
| Hebephilie     | Erotische oder sexuelle Präferenz zu pubertierenden Jugendlichen                                              |
| Hematolagnie   | Trinken oder Betrachten von Blut                                                                              |
| Heterophilie   | Idealisierung von Menschen, die sich „heterosexuell“ verhalten, besonders durch nicht-heterosexuelle Personen |
| Hierophilie    | Religiöse Objekte                                                                                             |
| Homeovestismus | Geschlechtsbetonte Kleidung des eigenen Geschlechts                                                           |
| Hoplophilie    | Schusswaffen                                                                                                  |
| Hybristophilie | Kriminelle, insbesondere solche, die schwere und verabscheuungswürdige Taten begangen haben                   |

### I
| Bezeichnung   | Fokus des erotischen Interesses                                                                           |
| ------------- | --- |
| Infantophilie | Pädophilie mit einem Fokus auf Kinder unter fünf Jahren, ein vorgeschlagener Begriff mit wenig Verwendung |

### K
| Bezeichnung                          | Fokus des erotischen Interesses                        |
| ------------------------------------ | ------------------------------------------------------ |
| Katoptronophilie                     | Sex vor einem Spiegel, Akt vor einem Spiegel           |
| Knisophilie                          | Kitzeln                                                |
| Kleptolagnia, Kleptophilie           | Stehlen                                                |
| Klismaphilie                         | Einläufe, Erregung durch Geben, Empfangen, oder beides |
| Koprophilie, Scatophilie, Fecophilie | Fäkalien                                               |
| Koprophonie                          | Obszöne Telefonanrufe                                  |

### L
| Bezeichnung   | Fokus des erotischen Interesses                                                                     |
| ------------- | --------------------------------------------------------------------------------------------------- |
| Lactophilie   | Milchgebende Brüste                                                                                 |
| Liquidophilie | Eintauchen des Penis in Flüssigkeiten                                                               |
| Looning       | Einbau von Luftballons ins Sexualleben, sich dran zu reiben oder aufzublasen, bis der Ballon platzt |

### M
| Bezeichnung                  | Fokus des erotischen Interesses                                                                                     |
| ---------------------------- | --- |
| Makrophilie                  | Riesenhaftes, die Vorstellung der Vergrößerung von Lebewesen                                                        |
| Maiesiophilie, Maieusophorie | Schwangerschaftsfetischismus                                                                                        |
| Maschalagnie                 | Achselhöhlen |
| Mazophilie                   | Brüste |
| Masochismus                  | Eigenes Leiden und Demütigung, z. B. geschlagen werden, gefesselt sein, anders traktiert oder herabgewürdigt werden |
| Mechanophilie, Mechaphilia   | Autos und andere Maschinen                                                                                          |
| Melissophilie                | Bienen, Bienenstiche                                                                                                |
| Melolagnie                   | Musik |
| Menophilie                   | Menstruation |
| Metrophilia                  | Poesie |
| Morphophilie                 | Bestimmte Körperformen oder Körpergrößen                                                                            |
| Mucophilie                   | Schleim |
| Mysophilie                   | Schmutz, verrottende Dinge                                                                                          |

### N
| Bezeichnung   | Fokus des erotischen Interesses |
| ------------- | ------------------------------- |
| Narratophilie | Schmutzige, obszöne Sprache     |
| Nasophilie    | Menschliche Nasen               |
| Nekrophilie   | Leichname                       |

### O
| Bezeichnung   | Fokus des erotischen Interesses                                          |
| ------------- | ------------------------------------------------------------------------ |
| Objectophilie | Unbelebte Objekte                                                        |
| Oculophilie   | Augen oder Aktivitäten, die die Augen betreffen                          |
| Olfactophilie | Gerüche des Körpers, insbesondere der Intimregionen                      |
| Omorashi      | Erregung von einer vollen Blase, oder Einnässen, selbst oder bei anderen |

### P
| Bezeichnung              | Fokus des erotischen Interesses                                                                                       |
| ------------------------ | --- |
| Partialismus             | Besondere Körperteile, nicht im Intimbereich                                                                          |
| Pädophilie               | Vorpubertäre Kinder, abgrenzbar von Hebephilie, Ephebophilie, Parthenophilie und Päderasmus                           |
| Peodeiktophilie          | Das Zeigen des eigenen Penisses.                                                                                      |
| Pädovestismus            | Sich wie ein Kind anziehen                                                                                            |
| Podophilie               | Füße |
| Pictophilie, Pictophilia | Pornographie oder Erotische Kunst, insbesondere Bilder                                                                |
| Piquerismus              | Das Durchbohren von Haut und Fleisch einer anderen Person, zumeist durch Stechen oder Schneiden mit scharfen Objekten |
| Plushophilie             | Stofftiere |
| Pogonophilia             | Erregung durch den Anblick oder Anfühlen von Bärten, mehr Attraktion gegenüber Männern mit Bärten.                    |
| Pubephilie               | Sexuelle Erregung beim Anblick oder beim Anfühlen von Schamhaaren.                                                    |
| Pygophilie, Pygophilia   | Besonderes Interesse an Gesäßen                                                                                       |

### R
| Bezeichnung                   | Fokus des erotischen Interesses |
| ----------------------------- | ------------------------------- |
| Retifismus, Schuhfetischismus | Schuhe                          |

### S
| Bezeichnung                                | Fokus des erotischen Interesses                                                            |
| ------------------------------------------ | ------------------------------------------------------------------------------------------ |
| Salirophilie                               | Beschmutzen von Personen oder Objekten, etwa mit Lebensmitteln, Farbe, Schlamm oder Sperma |
| Sexueller Fetischismus                     | Unbelebte Gegenstände                                                                      |
| Sexuell motivierter Sadismus               | Anderen uneinvernehmlich Schmerz zufügen                                                   |
| Sitophilie                                 | Sexuelle Handlungen mit Lebensmitteln                                                      |
| Somnophilie                                | Schlafende oder bewusstlose Personen                                                       |
| Sophophilie                                | Lernende Menschen                                                                          |
| Spektrophilie                              | Geister, Gespenster                                                                        |
| Sthenolagnie, muscle worship, body worship | Muskeln und Zeigen von körperlicher Kraft                                                  |
| Stigmatophilie                             | Piercings, Tattoos                                                                         |
| Symphorophilie                             | Beobachten oder Involviertsein bei Unglücken und Unfällen                                  |

### T
| Bezeichnung               | Fokus des erotischen Interesses                                              |
| ------------------------- | ---------------------------------------------------------------------------- |
| Teratophilie              | Deformierte oder monströse Personen                                          |
| Thanatophilie             | Zuneigung zum Tod und zum Sterben                                            |
| Toucheurismus             | Das unerwartete, uneingewilligte Berühren anderer Menschen mit der Hand      |
| Transvestismus            | Tragen von Kleidung des anderen Geschlechts                                  |
| Transvestophilie          | Transvestit als Sexualpartner                                                |
| Trichophilie, Haarfetisch | Haar, es kann sich erstrecken bis hin zum Haarabschneiden (Zopfabschneider). |
| Troilismus                | Das Beobachten des Partners bei Sex mit Dritten, Dreiecksbeziehung           |

### U
| Bezeichnung | Fokus des erotischen Interesses         |
| ----------- | --------------------------------------- |
| Urophilie   | Urinieren auf andere, aktiv oder passiv |

### V
| Bezeichnung                            | Fokus des erotischen Interesses                                                                 |
| -------------------------------------- | ----------------------------------------------------------------------------------------------- |
| Vampirismus                            | Selbstbild eines Vampirs, siehe auch Autovampirismus.                                           |
| Vorarephilie                           | Die Vorstellung, von jemand anderem gefressen oder verschlungen zu werden                       |
| Voyeurismus, Scopophilie, Scoptophilie | Andere Menschen beim Nacktsein oder Geschlechtsverkehr zusehen, normalerweise ohne deren Wissen |

### W
| Bezeichnung                | Fokus des erotischen Interesses                                                                       |
| -------------------------- | --- |
| Wet and messy fetish (WAM) | Situationen, in denen der Körper und die Kleidung mit Wasser, Öl, Lebensmitteln usw. eingenässt wird. |
| Windelfetisch              | Windeln; möglicherweise überschneidend mit paraphilem Infantilismus                                   |

### Z
| Bezeichnung | Fokus des erotischen Interesses                    |
| ----------- | -------------------------------------------------- |
| Zelophilie  | Sexuelle Erregung aus Eifersucht                   |
| Zoophilie   | Tiere                                              |
| Zoosadismus | Verursachen oder Beobachten von Schmerz bei Tieren |